# Thiergarten (Bayreuth)

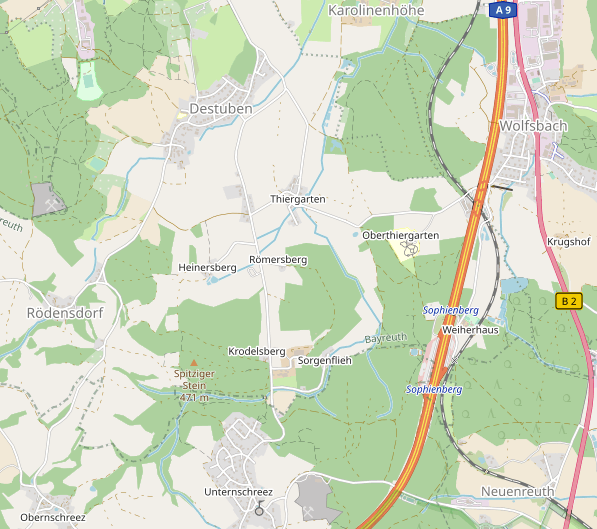
Bayreuth-Thiergarten

Thiergarten ist ein Gemeindeteil der kreisfreien Stadt Bayreuth in Bayern. Die Gemarkung Thiergarten hat eine Fläche von 7,001 km². Sie ist in 936 Flurstücke aufgeteilt, die eine durchschnittliche Flurstücksfläche von 7479,70 m² haben. In ihr liegen neben dem namensgebenden Ort die Gemeindeteile Bauerngrün, Destuben, Heinersberg, Krodelsberg, Rödensdorf, Römersberg, Sorgenflieh und Weiherhaus.

## Lage

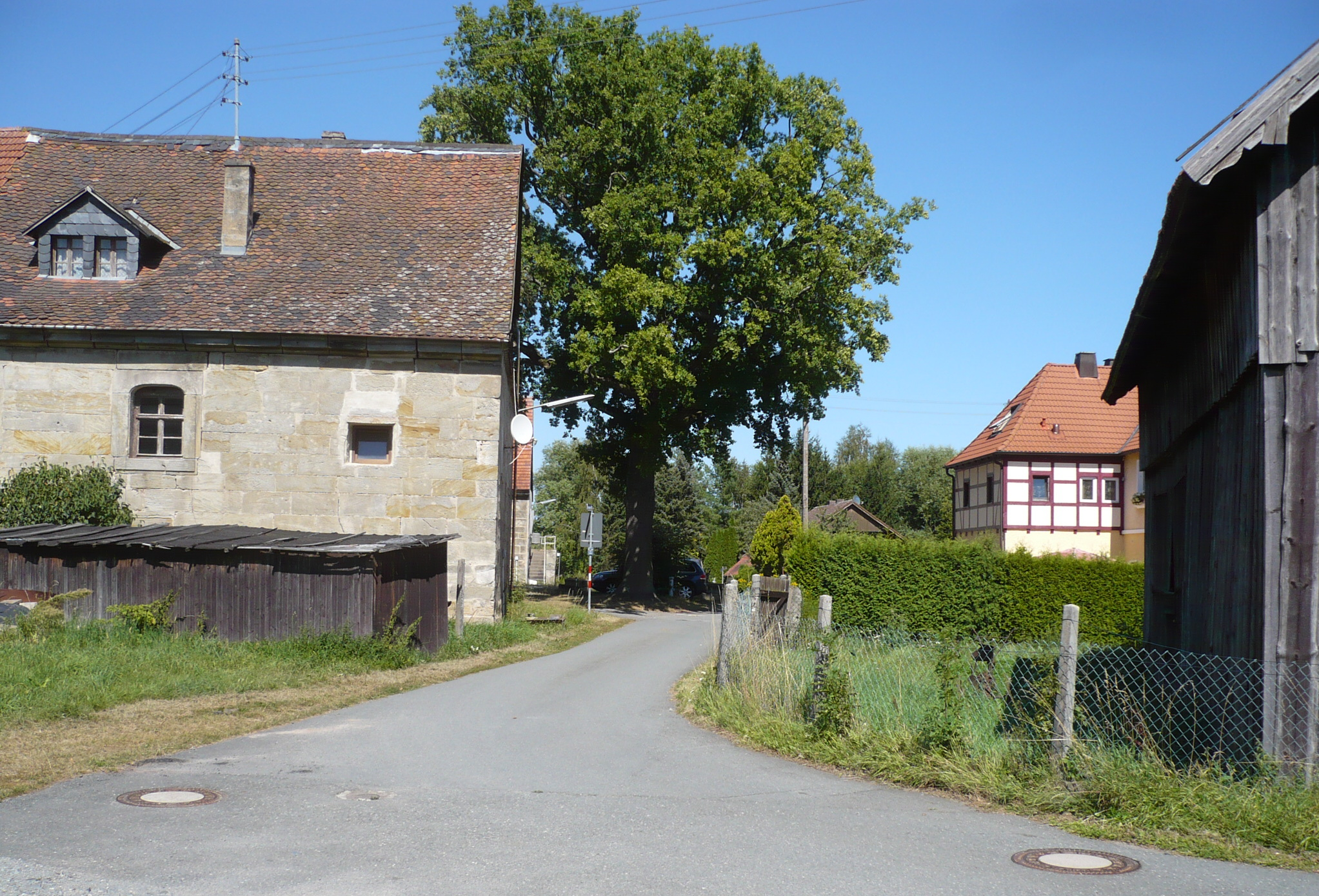
Fanggasse in (Unter-)Thiergarten

Der Gemeindeteil Thiergarten liegt im Süden der Stadt. Er gliedert sich in den Teilbereich Oberthiergarten mit dem Jagdschloss Thiergarten und das im Tal gelegene (Unter-)Thiergarten.

## Geschichte

Brunnen in Thiergarten (um 1910)

Bereits um 1390 wurde die Ortslage unter dem Namen „Breitengraß“ im Landbuch des Landschreibers Pfarrer Paul aus Kasendorf erwähnt. Breitengraß bestand im 17. Jahrhundert aus einem Bauernhof, einem „Söldengut“, einem Jägerhaus mit „Wirtschaftsgerechtigkeit“, einer Schmiede und einer Ziegelhütte. Nach dem Dreißigjährigen Krieg blieb der Ort unbewohnt und verfiel.
Nachdem das Gebiet den Markgrafen von Brandenburg-Bayreuth schon längere Zeit der Jagd gedient hatte, ließ Markgraf Christian Ernst oberhalb des Ortes ein erstes Jagdschlösschen errichten. 1715 wurde es von seinem Nachfolger Georg Wilhelm durch das nach wie vor erhaltene Jagdschloss Thiergarten ersetzt. Etwa einen Kilometer abseits des Schlosses ließ der Markgraf im Tal des Tappert eine Stallung und ein Forsthaus errichten. Sie bildeten die Keimzelle des heutigen Ortsteils (Unter-)Thiergarten.
Das Schloss und die Stallungen sowie mehrere Weiher lagen in einem umzäunten Jagdareal, dessen Zaun Christian Ernst durch eine massive Mauer, die von sechs Toren durchbrochen war, ersetzen ließ. Hauptzugang war das mit Skulpturen des Bildhauers Elias Räntz prächtig gestaltete Bayreuther Tor. Die Reste des Ortes Breitengraß verschwanden im Zuge der Umgestaltung des Areals zu einem barocken Jagdgarten.
Im Thiergarten wurden vor allem Damhirsche gehegt und gejagt, auch gab es einen 45 Tagwerk Land umfassenden Fasanengarten. Der letzte Markgraf Karl Alexander ließ aus Desinteresse an der Jagd das Gelände teilweise zerstören.
Gegen Ende des 18. Jahrhunderts gab es in Thiergarten 7 Anwesen. Die Hochgerichtsbarkeit stand dem bayreuthischen Stadtvogteiamt Bayreuth zu. Die Dorf- und Gemeindeherrschaft hatte das Hofkastenamt Bayreuth. Grundherren waren das Hofkastenamt Bayreuth (1 Gut mit Wirtschaft, 3 Gütlein, 1 Gütlein mit Schmiede) und das Amt Unternschreez (1 Hof, 1 Södengut).
Von 1797 bis 1810 unterstand der Ort dem Justiz- und Kammeramt Bayreuth. Nachdem im Jahr 1810 das Königreich Bayern das Fürstentum Bayreuth käuflich erworben hatte, wurde Thiergarten bayerisch. Infolge des Gemeindeedikts wurde Thiergarten dem 1812 gebildeten Steuerdistrikt Oberkonnersreuth zugewiesen. Zugleich entstand die Ruralgemeinde Thiergarten, zu der Bauerngrün, Heinersberg und Sorgenflieh gehörten. Sie war in Verwaltung und Gerichtsbarkeit dem Landgericht Bayreuth zugeordnet und in der Finanzverwaltung dem Rentamt Bayreuth (1919 in Finanzamt Bayreuth umbenannt). Mit dem Gemeindeedikt von 1818 erfolgte die Eingemeindung von Destuben und Rödensdorf. Etwas später wurden auf dem Gemeindegebiet Krodelsberg, Römersberg und Weiherhaus gegründet. Ab 1862 gehörte Thiergarten zum Bezirksamt Bayreuth (1939 in Landkreis Bayreuth umbenannt). Die Gerichtsbarkeit blieb beim Landgericht Bayreuth (1879 in Amtsgericht Bayreuth umgewandelt). Die Gemeinde hatte eine Gebietsfläche von 7,323 km².
Im Oktober 1971 erklärte sich der Gemeinderat bereit, eine unbebaute, vorwiegend landwirtschaftlich genutzte Fläche von 45 Hektar für den Bau der Universität Bayreuth abzutreten. Im Zuge der Gebietsreform in Bayern wurde die Gemeinde Thiergarten am 1. Juli 1976 nach Bayreuth eingemeindet. Zu diesem Zeitpunkt umfasste sie mehr als dreißig landwirtschaftliche Betriebe.

### Baudenkmäler
- Oberthiergärtner Straße 14, 18: Ehemalige Stallungen von Jagdschloss Thiergarten
- Kriegerdenkmal

### Einwohnerentwicklung
Gemeinde Thiergarten
| Jahr      | 1822  | 1840   | 1852   | 1855   | 1861   | 1867   | 1871   | 1875   | 1880   | 1885   | 1890   | 1895   | 1900   | 1905   | 1910   | 1919   | 1925   | 1933   | 1939   | 1946   | 1950   | 1952   | 1961   | 1970   |
| Einwohner | 220   | 256    | 239    | 233    | 222    | 224    | 257    | 252    | 254    | 243    | 215    | 224    | 240    | 266    | 265    | 253    | 257    | 295    | 333    | 434    | 471    | 456    | 458    | 400    |
| Häuser    | 26    |        |        |        |        |        | 32     |        |        | 33     | 33     |        | 36     |        |        |        | 37     |        |        |        | 56     |        | 78     |        |
| Quelle    | [ 6 ] | [ 16 ] | [ 16 ] | [ 16 ] | [ 17 ] | [ 18 ] | [ 19 ] | [ 20 ] | [ 21 ] | [ 22 ] | [ 23 ] | [ 16 ] | [ 24 ] | [ 16 ] | [ 25 ] | [ 16 ] | [ 26 ] | [ 16 ] | [ 16 ] | [ 16 ] | [ 27 ] | [ 16 ] | [ 12 ] | [ 28 ] |

Ort Thiergarten
| Jahr      | 001819 | 001822 | 001861 | 001871 | 001885 | 001900 | 001925 | 001950 | 001961 | 001970 | 001987 |
| Einwohner | 60 *   | 69 *   | 30     | 62 *   | 59 *   | 33     | 34     | 66     | 44     | 78     | 33     |
| Häuser    |        | 7 *    |        |        | 8 *    | 6      | 6      | 12     | 9      |        | 9      |
| Quelle    | [ 29 ] | [ 6 ]  | [ 17 ] | [ 19 ] | [ 22 ] | [ 24 ] | [ 26 ] | [ 27 ] | [ 12 ] | [ 28 ] | [ 1 ]  |

## Ehemalige Gemeindeteile

### Bauerngrün
Der Name des spätestens 1797 nachweisbaren Hofs geht auf die Rodung („Grün“) eines Bauern oder eines Mannes namens Bauer zurück.

### Destuben

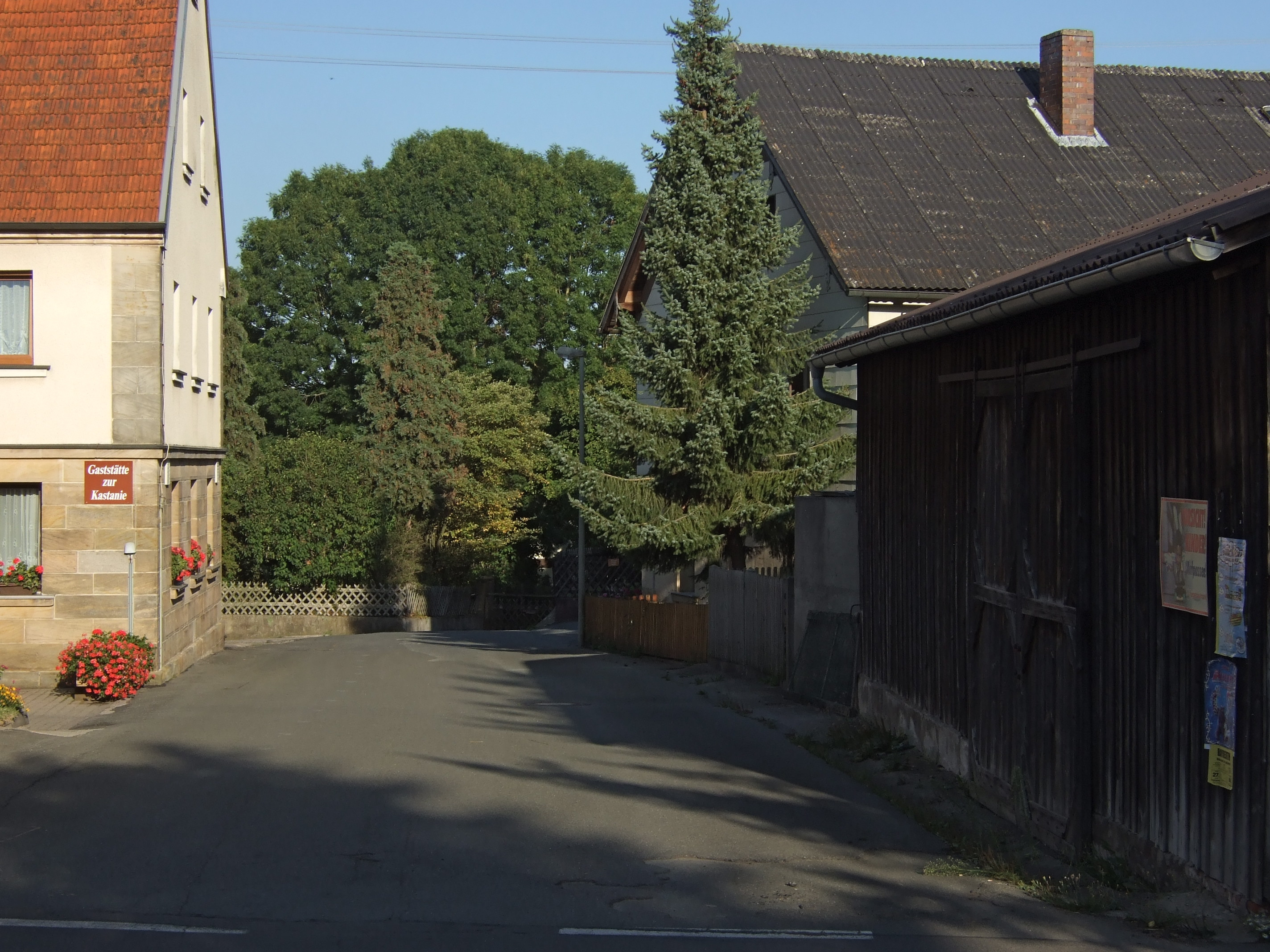
Hofwiesengasse in Destuben

Das Dorf Destuben fand erstmals im Landbuch A des Jahres 1398, bereits unter dem heutigen Namen, Erwähnung. Das mittelhochdeutsche Wort stube bedeutet heizbares Gemach oder auch kleines Wohnhaus. Somit könnte der Ortsname auf eine alte Herberge hindeuten, die aber nicht urkundlich belegt ist. Auch könnte es sich um einen alten Flurnamen handeln, der ein durch Wald eingeschlossenes Flurstück bezeichnete.
Am 1. Juni 1992 wurde im alten Schulhaus von Destuben Bayreuths erster Waldorfkindergarten eröffnet.

### Heinersberg
Im Landbuch A wurden 1398 vier Güter der Nanckenreuther von Unternschreez als Heuesberg erwähnt. Der Name Heinersberg tauchte erstmals 1692 auf und bedeutete „Berg des Heinrich“.

### Rödensdorf

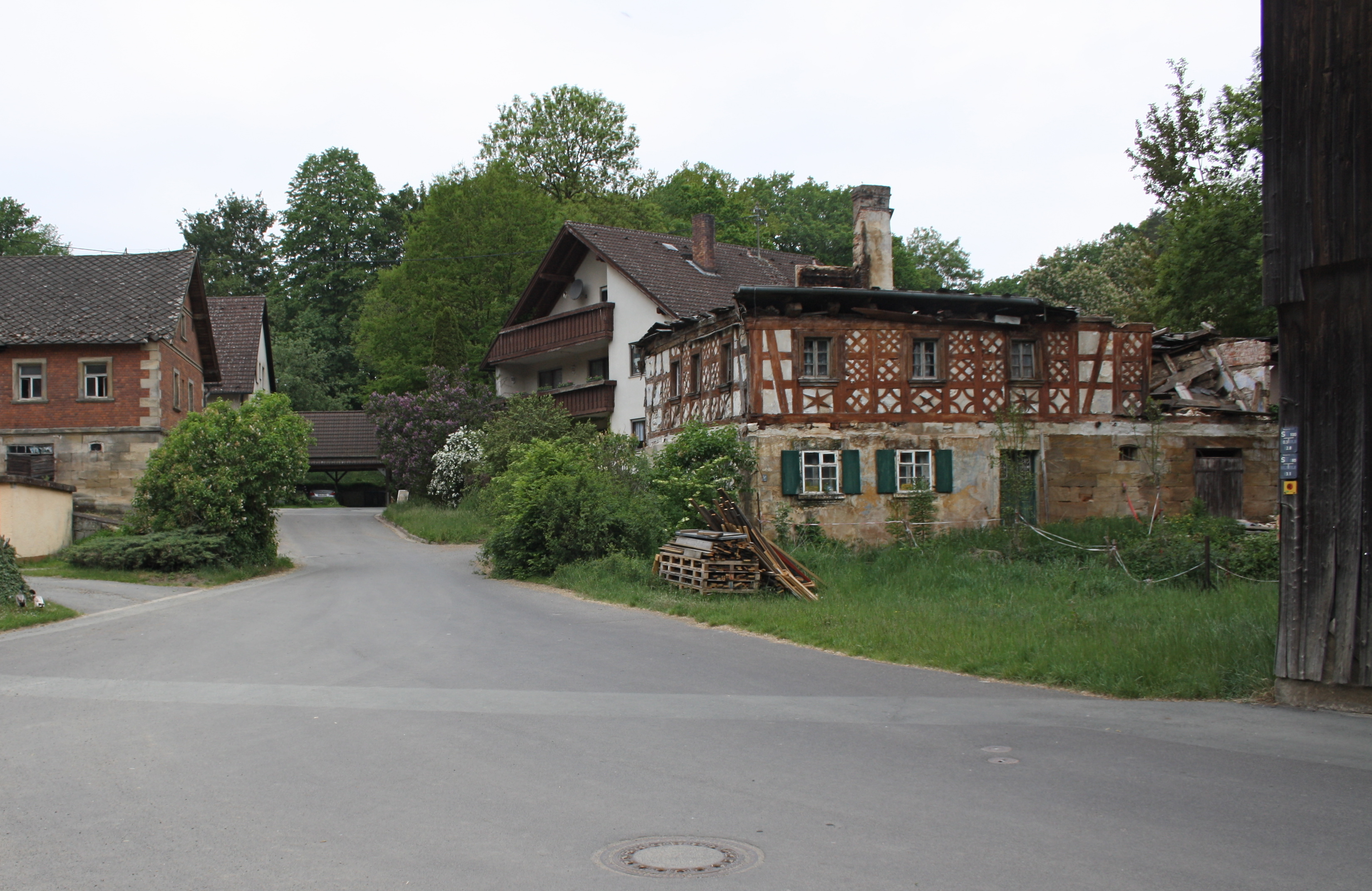
Ortskern Rödensdorf, rechts das Baudenkmal Rödensdorf 28

Am Hang des Sophienbergs liegt Rödensdorf. Der Ort gehörte zur Gemeinde Thiergarten und wurde 1976 nach Bayreuth eingemeindet. 1398 wurde er im Landbuch A erstmals erwähnt. Der Ortsname enthält die Genitivform des altdeutschen Personennamens Hrodin (althochdeutsch hruod: Ruhm) und bedeutet Dorf eines Rodin.
Das ehemalige Wohnstallhaus Rödensdorf 28 ist ein Baudenkmal (Nummer D-4-62-000-432) und gab 2011 den Impuls zur Gründung des Vereins Rettet die Fachwerk- und Sandsteinhäuser. 2016 wurde ein Gutachten zum Erhalt und der Sanierung des Gebäudes erstellt. Der Eigentümer ließ das leerstehende Haus jedoch verfallen und brach 2017 den Kontakt zum Verein ab. Im Februar 2020 fiel nach einem Sturmtief das dritte Fachwerk-Segment aus der Fassade; im Mai 2020 erklärten Denkmalpfleger und Politiker, das Gebäude sei kaum noch zu retten, und sprachen von einem „Multiorganversagen aller Behörden“.

### Römersberg
Der Weiler Römersberg ist nach einer Familie Römer benannt, der Flurname ist 1936 belegt.

### Sorgenflieh
Der preußische Hauptmann von Reiche erbaute 1801 nahe Thiergarten einen kleinen Landsitz, den er Sorgenflieh nannte. Er war Verfasser eines Buchs über Bayreuth und eines Stadtplans.

## Religion
Thiergarten ist evangelisch-lutherisch geprägt und nach St. Marien (Gesees) gepfarrt.

## Verkehr
Die Gemeinde Thiergarten liegt abseits der Hauptverkehrsachsen. Sie wird von den Linien 312 (und teilweise 315) des Verkehrsverbunds Großraum Nürnberg (VGN) erschlossen.